# Antas de Ulla (parroquia)
Antas de Ulla (llamada oficialmente San Xoán de Antas de Ulla) es una parroquia y una villa española del municipio de Antas de Ulla, en la provincia de Lugo, Galicia.

## Organización territorial
La parroquia está formada por ocho entidades de población, constando dos de ellas en el nomenclátor del Instituto Nacional de Estadística español:
- A Caracocha
- Antas de Ulla
- Carballo[5] (O Carballo)
- Sendelle
- Seoane
- Sucasas
- Vilaboa
- Vilane

## Demografía

### Parroquia
| Gráfica de evolución demográfica de Antas de Ulla (parroquia) entre 2000 y 2019 |
|                                                                                 |
| Datos según el nomenclátor publicado por el INE.                                |

### Villa
| Gráfica de evolución demográfica de Antas de Ulla (villa) entre 2000 y 2019 |
|                                                                             |
| Datos según el nomenclátor publicado por el INE.                            |